# アンネ・フランク・センター
アンネ・フランク・センター (Anne Frank Center USA) は、アムステルダムのアンネ・フランクの家と提携した米国の支部である。センターでは人種差別、反ユダヤ主義、その他の差別がもたらす影響について教えるためにアンネ・フランクの日記とその精神を用いている。

## 歴史
1959年、オットー・フランクがニューヨークのアンネ・フランク財団を法人登記する。
1977年、同財団が米国アンネ・フランク・センターとして法人設立手続を済ませる。
2012年3月15日、同センターはマンハッタン地区ソーホー地域周辺のクロスビー通りから、Park51の真向かいの 44 Park Place に移転してグランド・オープンを行った。